# Врангель, Фабиан фон
Барон (с 1709 года — граф) Фабиан фон Врангель (нем. Fabian von Wrangel; 1651 — 2 сентября 1737) — австрийский (священно-римский) фельдмаршал.

## Биография
Родился в 1651 году. Выходец из остзейского рода Врангелей, большинство представителей которого в то время находились на шведской, а со следующего столетия — на русской военной службе.
Как и другие Врангели его века, Фабиан сперва служил в шведской армии, причём отличился в битве при Лунде в 1676 году. Затем поступил на голландскую военную службу, где пробыл несколько лет, а затем, несмотря на предложенное повышение оставил её, и в 1685 году поступил на австрийскую службу.
Активный участник Войны за испанское наследство. С 1706 года — генерал-майор. В 1708 году особо отличился во время боёв за Брюссель. Затем некоторое время сражался в Испании в составе армии австрийского фельдмаршала графа Гвидо фон Штаремберга. За отличия в ходе испанской кампании, король Испании Карл III пожаловал фон Врангелю графский титул.
В 1712 году Фабиан фон Врангель был повышен до фельдмаршал-лейтенанта (генерал-лейтенанта). Начиная с 1717 года, 20 лет был австрийским комендантом Брюсселя, причём в 1728 году был произведён в фельдмаршалы. Фабиан фон Врангель много сделал для перестройки и осовременивания городских укреплений, обновил и усилил артиллерийский парк.
Скончался в 1728 году в Брюсселе и был похоронен там же в церкви Капуцинов. В конце жизни был, вероятно, католиком, но когда перешёл в католичество — неизвестно.